# 万代 (チェーンストア)
株式会社万代（まんだい、英: MANDAI CO., LTD.）は、大阪府を中心に奈良県、兵庫県、京都府、三重県、和歌山県の2府4県にスーパーマーケットを展開する企業。

## 沿革
- 1962年：万代油脂工業株式会社から分離、株式会社万代百貨店を設立
- 1989年：株式会社万代に社名変更
- 1995年：ミリオン・コロナ・スーパーおのを吸収合併
- 2006年：堺物流センター稼動
- 2007年：初の大型複合施設ミリオンタウンを和泉市にオープン
- 2011年：惣菜宅配のトドクックを買収、グループ企業として営業開始
- 2015年：セブン&アイ・ホールディングスと業務提携締結[2][3]
- 2016年：彩都センター稼働
- 2021年
  - 2月16日：ハークスレイからアルヘイムフードサービス全株式を取得して子会社化[4]
  - 7月28日：エイチ・ツー・オー リテイリングと包括業務提携を締結[5]
  - 不明：セブン&アイ・ホールディングスとの業務提携を解消[6][7]。
- 2022年
  - 1月18日：八尾市・東大阪を中心に ドラッグストアチェーンを展開するシグマ薬品の全発行株式を取得し万代グループとして子会社化
- 2023年
  - 11月17日：和歌山県下への初出店となる紀伊川辺店をオープン。

## テレビCM
1960年代に関西ローカルのみで放映された「万代百貨店」時代の静止画によるテレビCMと、男女声によるCMソングがあるが、同曲は、作詞・作曲・歌唱いずれも不明であり、CMソングをとり上げたCD等に収録されることもなく音源も存在しない。

## 店舗
2023年11月現在、大阪府・兵庫県・京都府・奈良県・三重県・和歌山県に店舗が存在している。
- 店舗写真

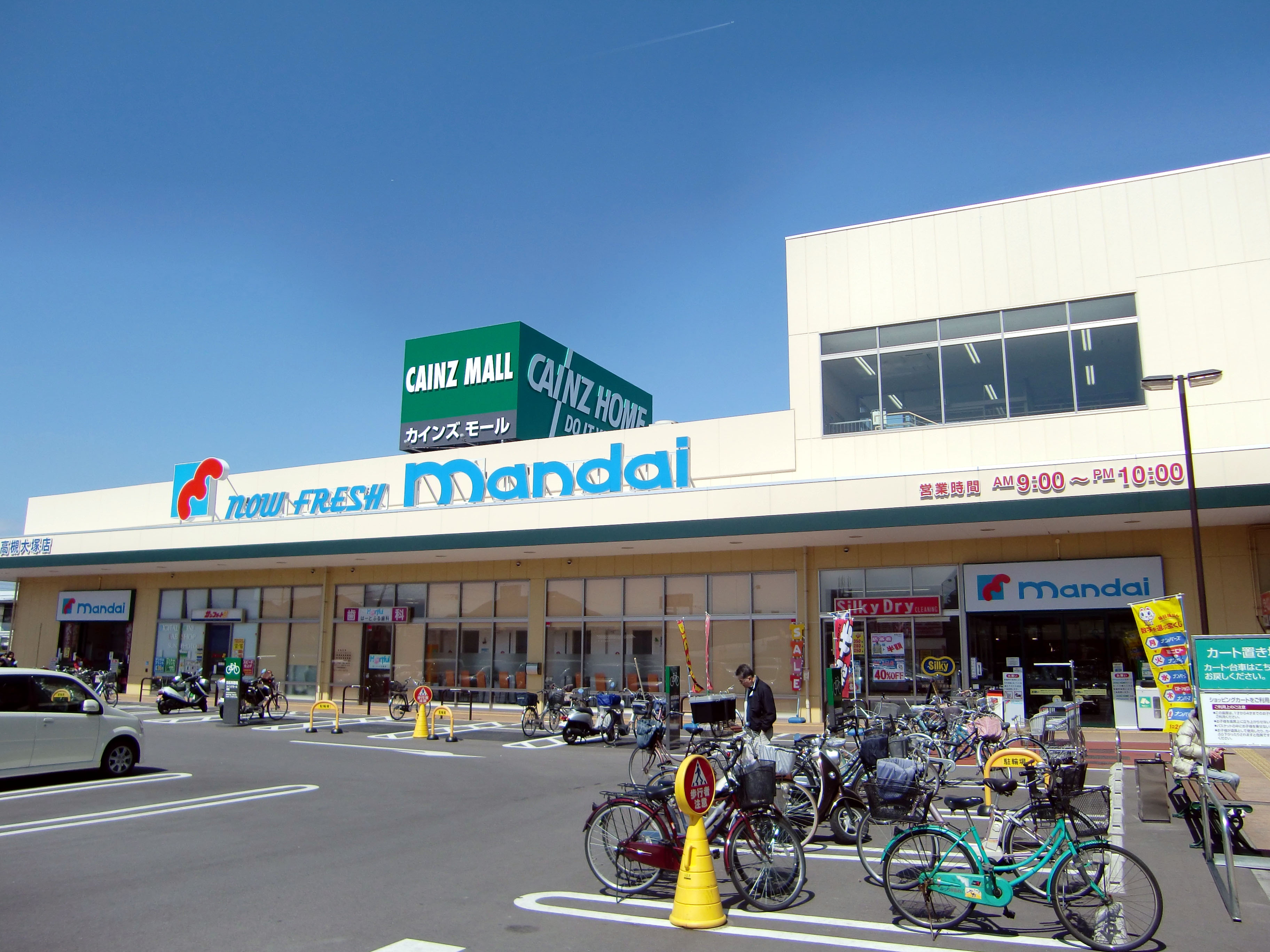
高槻大塚店 大阪府高槻市大塚町1-9-3
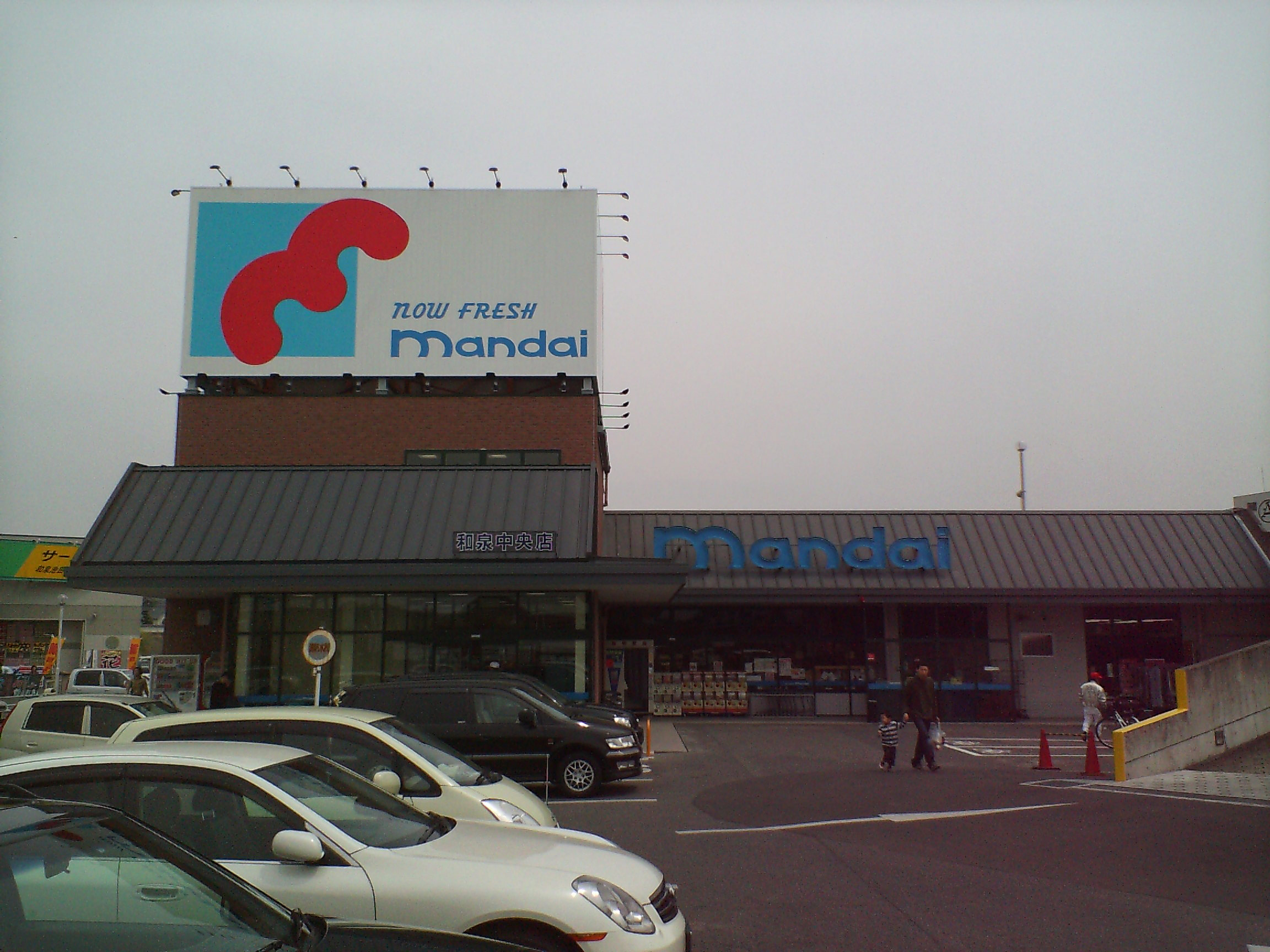
和泉中央店 大阪府和泉市池田下町377-1
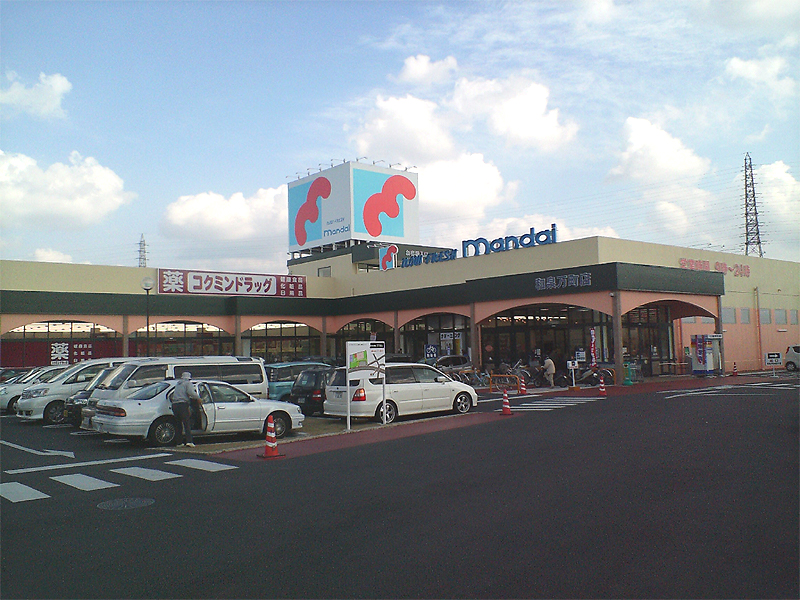
和泉万町店 大阪府和泉市万町1055
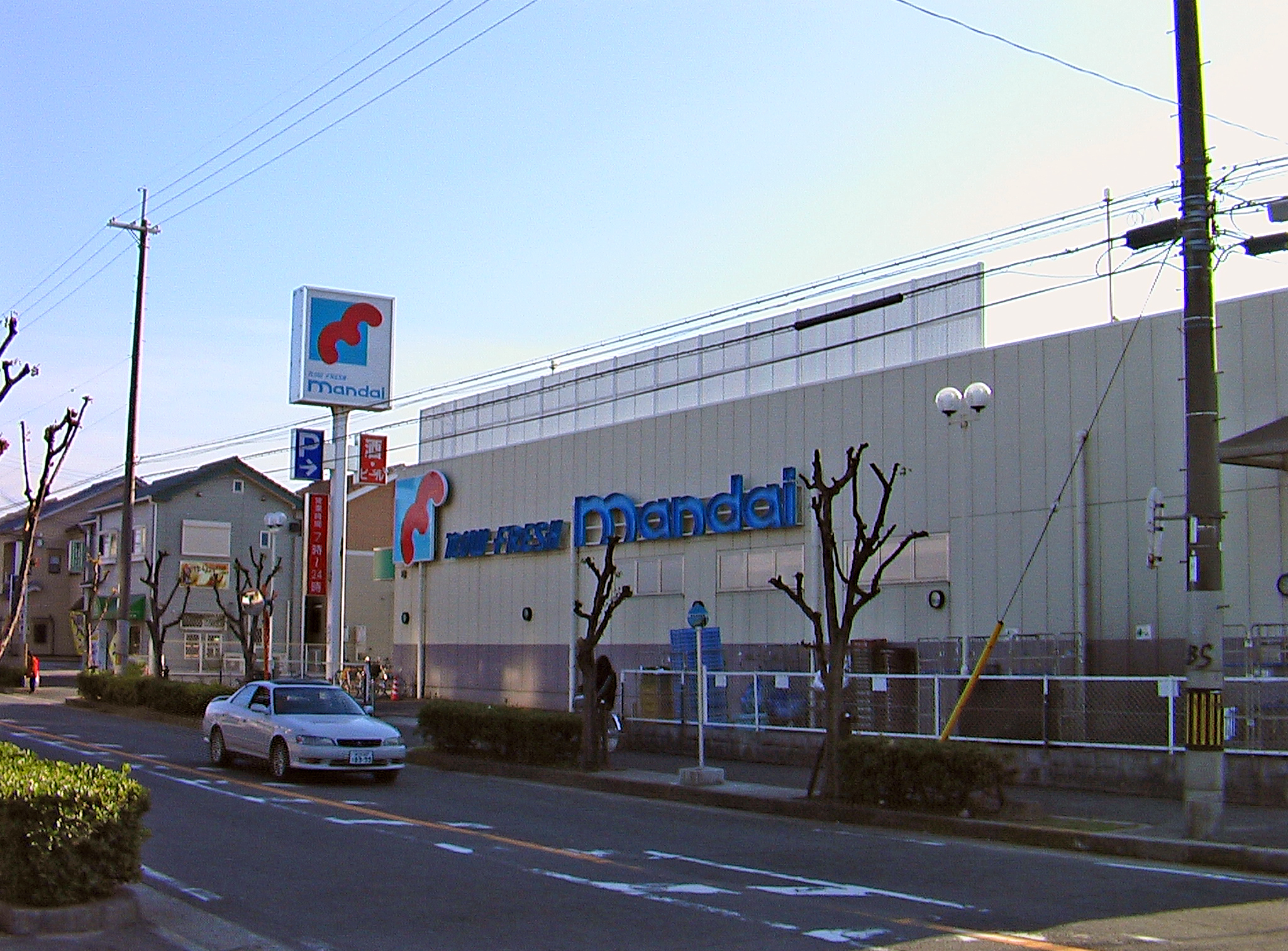
和泉府中店 大阪府和泉市府中町6-14-25
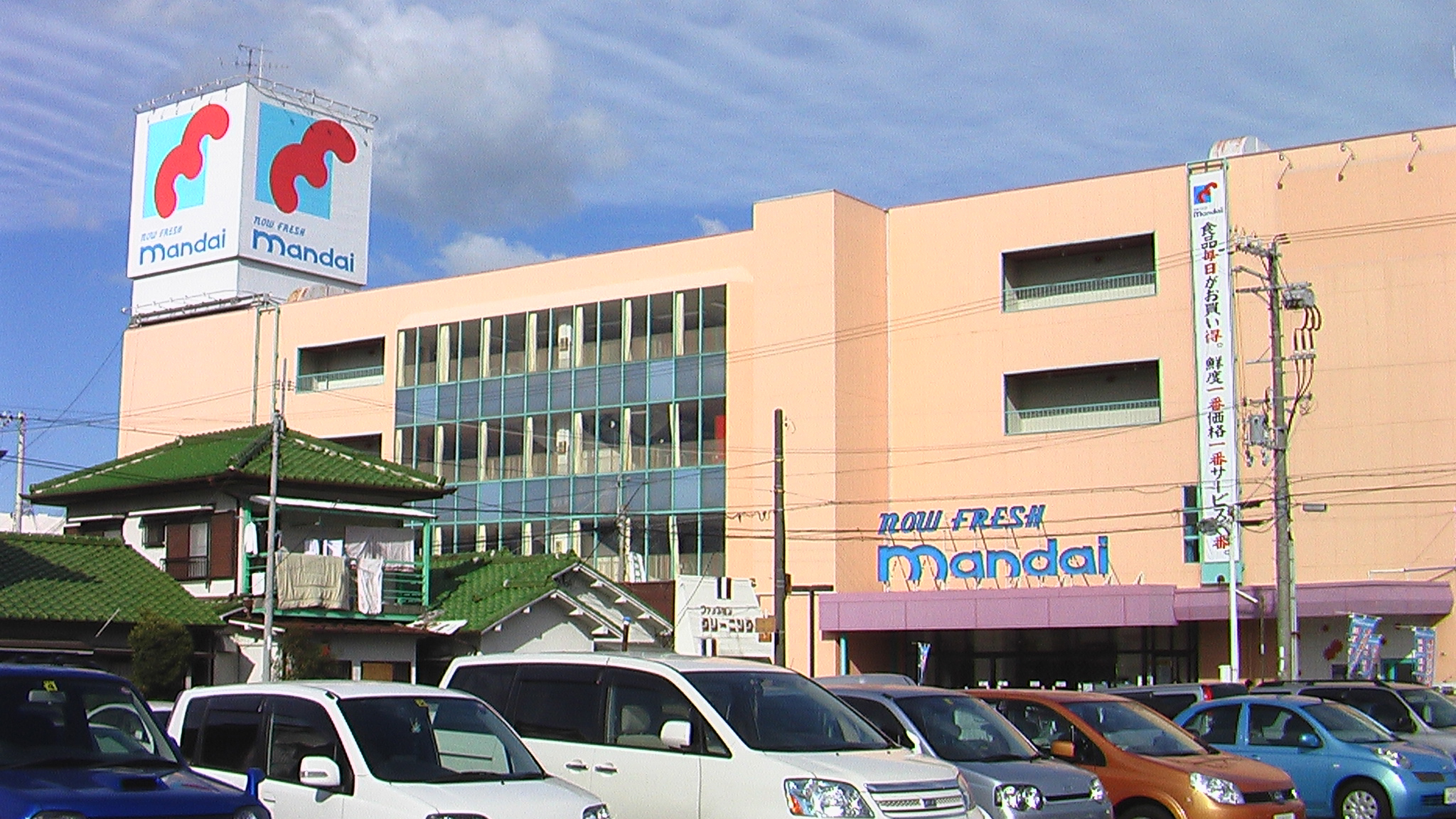
尾崎店 大阪府阪南市尾崎町86-1
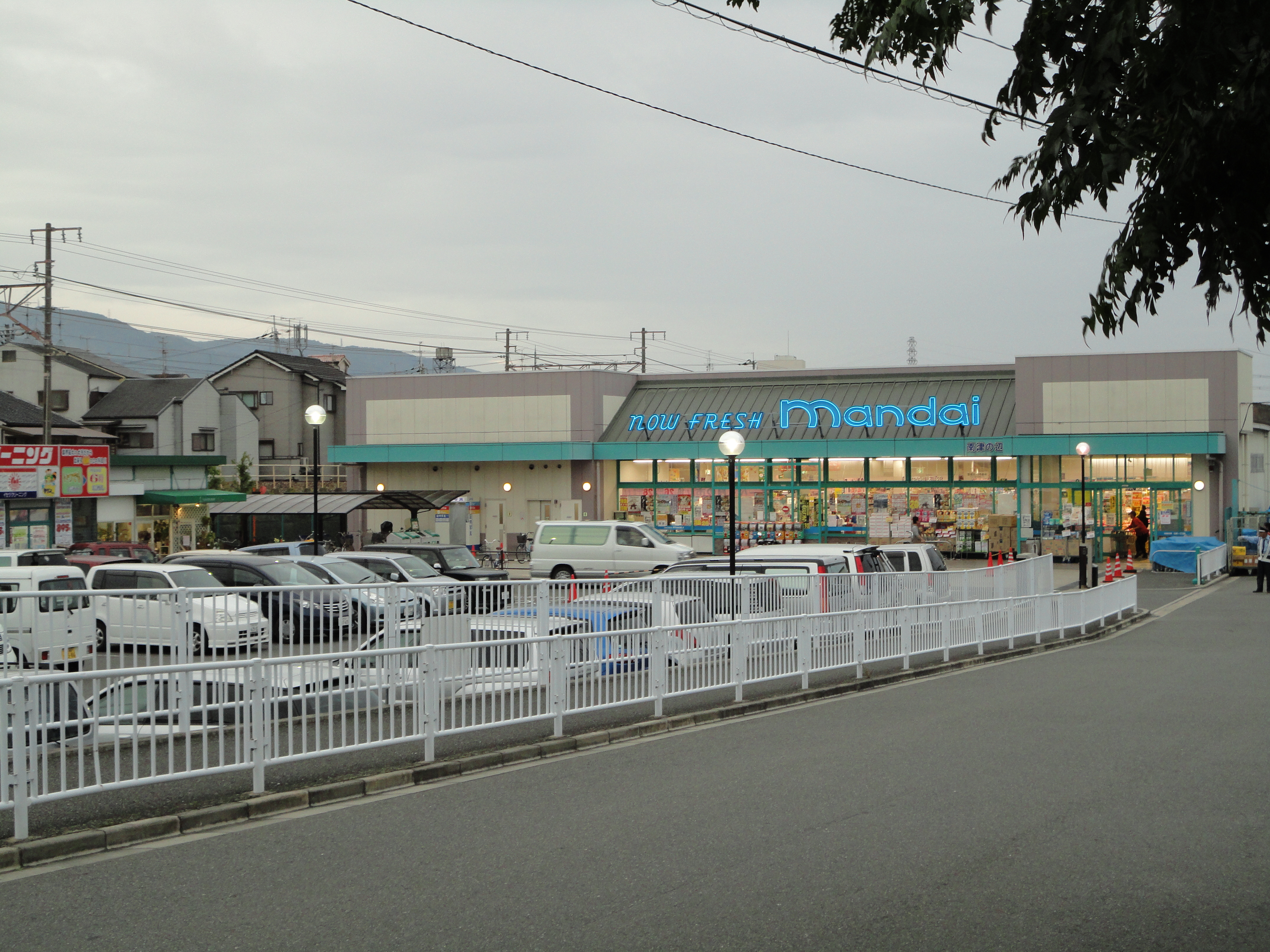
南津の辺店（旧店舗） 大阪府大東市南津の辺町7-35

### かつて存在した店舗
- 浅香山店
- 生野コーポ店
- 北田辺店
- 北野田店
- 黒門店
- 正雀店
- 長吉長原店
- 日本橋店
- 平野店
- 箕面店
- 桃谷店
- 駒川店（2003年閉店）
- 八田店（2007年12月31日閉店）
- 下田部店（2008年8月31日閉店）
- 腹見店（2009年2月27日閉店）
- 茨木名店街店（2009年6月30日閉店）
- 高鷲店（2009年8月31日閉店）
- 新庄店（2009年9月14日閉店）
- 桃谷店（2010年2月27日閉店）
- 高の原桜が丘店（2010年6月30日閉店）
- 桜の町店（2010年7月31日閉店）
- 阪奈店（2011年8月31日閉店）
- 今里店（2011年12月31日閉店）
- 香里店（2012年6月30日閉店）
- 神足店（2014年8月31日閉店）
- 神路店（2015年2月27日閉店）
- 宮園店（2017年2月27日閉店）
- 守口店（2017年2月27日閉店）
- 天理店（2017年8月31日閉店）
- 天理指柳店（2017年10月31日閉店）
- 紀寺店（2018年2月27日閉店）
- 東湊店（2018年2月27日閉店）
- 松原店（2020年9月30日閉店）
- 七道店（2020年9月30日閉店）
- 枚方店（2020年12月31日閉店）
- 瓢箪山店（2022年3月31日閉店）
- 阪神SC店（2022年8月31日閉店）